# Línguas malaio-sumbawas
As línguas malaio-sumbawas configuram um subgrupo proposto das línguas austronésias que une as línguas malaicas e châmicas com as línguas de Java e do oeste das Pequenas Ilhas de Sonda, exceto o javanês (Adelaar 2005). Caso válida, seria o maior tronco linguístico demonstrado do subgrupo malaio-polinésio após as línguas oceânicas. O subgrupo malaio-sumbawa, entretanto, não é universalmente aceito e é rejeitado, por exemplo, por Blust (2010) e Smith (2017), que apoiaram as hipóteses do Grande Bornéu do Norte e da Indonésia Ocidental. Em um artigo de 2019 publicado na Oceanic Linguistics, Adelaar aceitou ambos os agrupamentos, além da redefinição de Smith (2018) das línguas Barito formando um vínculo.

## Classificação
Segundo Adelaar (2005), a composição da família é a seguinte:
Malaio-sumbawas
- Sundanês (1 ou 2 línguas do oeste de Java; inclui a língua Baduy)
- Madurês (2 línguas do leste de Java e Ilha Madura, incluindo a língua kangeana)
- Malaio-châmico – BSS
  - Línguas châmicas (uma dúzia de idiomas, incluindo o achinês em Achém na Indonésia e a língua cham em Vietnã do Sul, Camboja e ilha de Ainão na China)
  - Malaio (uma dúzia de línguas dispersas no Bornéu ocidental ou na Sumatra central, incluindo malaio (malaio/indonésio), minangkabau na Sumatra central e Iban no Bornéu ocidental)
  - Línguas bali–sasak–sumbawas (3 idiomas)

Especificamente, o javanês é excluído; as conexões entre javanês e Bali-Sasak são principalmente restritas ao registro 'alto' e desaparecem quando o registro 'baixo' é tomado por parâmetro representativo das línguas. Isso é semelhante ao caso do inglês, no qual um vocabulário mais 'refinado' sugere uma conexão com o francês, mas a linguagem básica demonstra sua relação mais próxima com as línguas germânicas, como o alemão e o holandês. A língua moken também é excluída.
O sudanês parece compartilhar mudanças de som especificamente com a língua lampung, mas esta não se encaixa no malaio-Sumbawa de Adelaar.